# Férias Frustradas do Pica-Pau
Férias Frustradas do Pica-Pau (англ. Woody Woodpecker's Frustrated Vacations, рус. «Испорченный отпуск дятла Вуди») — платформенная видеоигра, созданная компанией Tectoy для игровых приставок Sega Mega Drive и Sega Master System. Вышла в октябре 1995 года эксклюзивно в Бразилии.

## Геймплей
Игрок управляет Вуди Вудпекером. Вуди атакует врагов с помощью своего клюва. Игрок также может прыгать, чтобы пересекать платформы или избегать вражеских атак. Также игроку необходимо собирать мешки с деньгами, которые расположены по всему уровню. Вуди Вудпекер может получить ракетный ранец, который ускоряет передвижение игрока, и рог, который помогает разбудить моржа Уолли. Однако эти предметы появились только в версии для Mega Drive.
| Иноязычные издания | Иноязычные издания |
| Издание            | Оценка             |
| ------------------ | ------------------ |
| Sega-16            | 4/10 (MD)          |